# Wiborg
Wiborg var en svenskspråkig tidning som publicerades i finländska Viborg mellan 1855 och 1861.
Wiborg grundades av Johannes Alfthan och Carl Qvist och utvecklades till en av Finlands mest betydande tidningar. Den drev en samhällskritisk och religiöst frisinnad linje grundad på den europeiska liberalismen. Särskild uppmärksamhet riktades åt skolfrågor och industrialiseringen i landet. Wiborg förde debatt mot Borgå Tidning i religiösa frågor samt mot fennomanirörelsen.
Wiborg hade ett modernt utseende och var större till storleken än andra tidningar. År 1855 började den, som den första tidningen i Finland, publicera ledarsidor. Efter att Alfthan och Qvist år 1859 lämnade redaktionen förvandlades den dock till en vanlig lokaltidning.
Tidningen distribuerades över hela landet och utkom ursprungligen två gånger om veckan, från 1859 till 1860 tre gånger och från 1861 återigen två gånger om veckan. Upplagan var som störst 1857, med 1 500 exemplar. Som chefredaktör och ansvarig utgivare verkade, förutom Alfthan och Qvist, Abraham Nylander (1860) och Carl Emil Granqvist (1860–1861).